# (3020) Naudts
(3020) Naudts est un astéroïde de la ceinture principale découvert le 2 août 1949 par l'astronome allemand Karl Wilhelm Reinmuth. Le lieu de découverte est Heidelberg (024). Sa désignation provisoire était 1949 PR.
Sa distance minimale d'intersection de l'orbite terrestre est de 1,585159 ua.